# بيل هيوز (لاعب كرة قاعدة)
بيل هيوز (بالإنجليزية: Bill Hughes)‏ هو لاعب كرة قاعدة أمريكي، ولد في 18 نوفمبر 1896 في فيلادلفيا في الولايات المتحدة، وتوفي في 25 فبراير 1963 في برمنغهام في الولايات المتحدة.